# Henry Peploski
Henry Stephen Peploski (Garlin, 15 september 1905 - Dover, 28 januari 1982) was een Poolste honkballer. Hij was een van de vier uit Polen afkomstige honkballers die in de Verenigde Staten het hoogste niveau binnen hun sport wist te behalen.
Peploski, wiens spelersbijnaam Pep luidde speelde als infielder en kwam in 1929 uit voor de Boston Braves in de Major League. Hij sloeg linkshandig maar gooide rechtshandig. Op 30 augustus 1929 werd zijn contract dat hij had bij de regionaal uitkomende club de Providence Grays die uitkwam in de Eastern Division op single A niveau en waar hij sinds 1927 korte stop was overgenomen. Hij zou slechts een deel van het seizoen op het hoogste niveau uitkomen als derde honkman en aangewezen slagman in in totaal zes wedstrijden. In de tien keren dat hij aan slag stond sloeg hij twee honkslagen en ging tweemaal met drie slag aan de kant. Zijn laatste wedstrijd in de Major League speelde hij op 26 oktober 1929. Zijn slaggemiddelde kwam uit op .200.
Hierna zou hij nog doorgaan als honkballer in de Minor League en behaalde zijn hoogste slaggemiddelde in 1936 met .356 in in totaal 140 wedstrijden toen hij speelde tijdens de seizoenen 1936 en 1937 voor de Williamsport Grays die uitkwamen op AA niveau in de NYPL league. In totaal was zijn slaggemiddelde in de minor leagues .217 over een periode van 12 jaar in in totaal 1327 wedstrijden. In totaal sloeg hij 11 homeruns.
Met Moe Drabowsky, Nap Kloza en Johnny Reder behoort hij tot de enige Poolse honkballers die het hoogste niveau in het Amerikaanse professionele honkbal, de Major League hebben behaald.